# Faddi József
Faddi József (Jánoshalma, 1920. február 24. – Kecskemét, 1992. augusztus 4.) mezőgazdász, politikus, 1990–1992 között országgyűlési képviselő.

## Életrajz
Faddi József 1920-ban földművelő családba született Jánoshalmán. 1945-ben csatlakozott az FKGP-hez és a Magyar Paraszti Szövetséghez, és részt vett az FKGP átszervezésében az 1956-os forradalom idején.
Faddi József az 1990-es magyarországi országgyűlési választáson a Bács-Kiskun megye 4. választókerületben országgyűlési képviselőnek választják. Az FKGP tagjaként a párt frakciójában foglalt helyet és 1990. június 12-től tagja lett a Költségvetési, Adóügyi és Pénzügyi valamint a  Privatizációs Bizottságnak. 1992. augusztus 4-én, 72 éves korában elhunyt.